# Piet Zonneveld
Piet Zonneveld (Bakkum, 26 juni 1927 – Hilversum, 2 april 2011) was een Nederlands dirigent en accordeonist.
Zonneveld was vanaf 1973 tot begin jaren 1990 dirigent van het KRO-huisorkest.
In 1987 werd hij onderscheiden met de Gouden Notekraker.

## Biografie

### Jeugdjaren
Bij aankoop van een accordeon had de tienjarige Piet Zonneveld vier lessen gratis gekregen. Daarmee vermaakte hij de familie tussen de spreekwoordelijke schuifdeuren. Hij deed verder muzikale ervaring op bij het fanfarekorps. Op aandringen van zijn vader (een bouwvakker in Bakkum NH) moest Piet 'een beroep leren' en hij werd timmerman. De aantrekkingskracht van de muziek bleef echter sterker.

### Carrière als musicus
Nadat het gezin in het begin van de Tweede Wereldoorlog was verhuisd naar Zaandam, besloot de zestienjarige Piet om beroepsmusicus te worden. Samen met een drummer speelde hij in cafés, veelal in Amsterdam maar ook in dorpen in de omgeving, zoals Purmerend. Met de verdiensten betaalde hij zijn pianolessen, onder meer aan het Amsterdams Muzieklyceum.
Nadat de Tweede Wereldoorlog was afgelopen, trok Piet Zonneveld met de band van Peter Van Wood door Europa en Afrika. Ook na terugkeer in Nederland speelde hij nog een jaar of tien in bars en restaurants. Doordat hij inmiddels meerdere instrumenten (waaronder de saxofoon) bespeelde, werd hij een all-round musicus. Zijn opvatting was "dat muziek vooral bestemd was om de mensen op te vrolijken" – daarom greep hij bij voorkeur naar bekende melodieën.
In 1957 kwam Zonneveld als freelancer in dienst van de omroep – hij speelde onder andere bij Malando, jazzpianist Ger van Leeuwen, Harry de Groot, Jack Bulterman, Bert Paige en Pi Scheffer. Hij was de begeleider van vele solisten, en zong daarnaast in achtergrondkoortjes. Zo werkte hij mee aan de opnamen van verscheidene grammofoonplaten. Voor de VARA speelde hij tien jaar lang in het programma Melodieën-express en was hij begeleider van het VARA-kinderkoor De Merels.

### Carrière als arrangeur en dirigent
In 1966 richtte Piet Zonneveld een eigen band op – hij stopte met het beroepsmusiceren omdat hij zich wilde concentreren op arrangeren en dirigeren. Uiteindelijk beschouwde hij het dirigeren als zijn grote passie. Zijn voorkeur ging uit naar componisten zoals Glenn Miller, Count Basie, Thad Jones en Mel Lewis. Privé gebruikte hij bij zijn muziekstudie ook Bach, Chopin en Debussy.
In 1973 richtte hij op uitnodiging van de KRO een bigband op in de functie van KRO-huisorkest, als opvolger van de Boertjes van Buuten. Dit nieuwe KRO-huisorkest bestond uit vijf saxofoons, vier trompetten, drie trombones, een piano en een ritmesectie (in totaal achttien musici).
Tot begin jaren 1990 dirigeerde Zonneveld dit orkest, onder meer in het bekende dagelijkse radioprogramma Van twaalf tot twee en in het televisieprogramma Mik. Veel arrangementen waren van zijn eigen hand. Toen hij vijfenzestig werd, ging hij met pensioen.
Piet Zonneveld overleed op 83-jarige leeftijd in Hilversum.

### Krantenartikelen
- Twentsche Courant (22 april 1973): "Piet Zonneveld gaat nog steeds met de pet rond"
- De Gooi- en Eemlander (7 januari 1987), Trudy Marx: "Piet Zonneveld krijgt de Gouden Notekraker"